# Протопопов, Олег Алексеевич
Оле́г Алексе́евич Протопо́пов (16 июля 1932, Ленинград, РСФСР, СССР — 31 октября 2023, Интерлакен, Швейцария) — советский фигурист, двукратный олимпийский чемпион, 4-кратный чемпион мира и 4-кратный чемпион Европы в парном катании, заслуженный мастер спорта СССР (1962; лишён в 1979), гражданин Швейцарии. Выступал в паре с супругой Людмилой Белоусовой (1935—2017).
Белоусова и Протопопов, наряду с советской парой Т. Москвина — А. Мишин, одними из первых в мире начали выполнять поддержки на одной руке.

## Биография
Родился 16 июля 1932 года в Ленинграде, в Толстовском доме в 559 квартире, пережил блокаду. По воспоминаниям О. Протопопова, первые коньки подарил ему отчим, поэт Дмитрий Цензор, он же «спас нам жизнь, вытащив нас с мамой из блокадного Ленинграда, когда мы были уже на грани смерти». Мать О. Протопопова — Агния Владимировна (урожд. Груздева), выступавшая под фамилией Гротт (1909—1991), балерина, хореограф. Когда началась блокада Ленинграда, пошла работать в военный госпиталь медсестрой. После войны Агния Владимировна вернулась на балетную сцену. Протопопов — фамилия Олега Алексеевича по отцу — Алексею Кузьмичу Протопопову.
Фигурным катанием начал заниматься очень поздно — в 15 лет (1947 год) у Нины Васильевны Лепнинской, которая была ученицей известного русского фигуриста олимпийского чемпиона Николая Панина-Коломенкина.
В 1951 году О. Протопопов готовился принять участие во Всесоюзных соревнованиях, но был призван в армию на Балтийский флот, где прослужил три года. Поскольку служба проходила в Ленинграде, то все увольнительные О. Протопопов проводил на катке, совершенствуясь в мастерстве. В паре с Маргаритой Богоявленской завоевал бронзовую медаль чемпионата СССР 1953 года в Ярославле. Мастерство пары было в тот период невелико, и бронзовую медаль они завоевали только потому, что  в чемпионате принимали участие всего три пары.
В 1954 году начал выступать с Людмилой Белоусовой, с которой познакомился на семинаре в Москве. Они решили просто покататься вместе, пробовали исполнить некоторые элементы. Спортсменам показалось, что они подходят друг другу. О. Протопопов в то время продолжал служить в Ленинграде на Балтийском флоте, а Л. Белоусова училась в Московском институте инженеров железнодорожного транспорта. Л. Белоусова переводится в Ленинградский институт инженеров железнодорожного транспорта, переезжает в Ленинград и в декабре 1954 года спортсмены начинают тренироваться вместе под руководством И. Б. Москвина, некоторое время — П. П. Орлова. Временами работали вдвоём, сами ставили свои программы.
К 1957 году они были серебряными призёрами первенства СССР и мастерами спорта. В декабре 1957 года фигуристы поженились. На международной арене дебютировали в 1958 году. Технический арсенал спортсменов был небогатым, к тому же сказалась неопытность, поэтому они перенервничали и выступили на чемпионате Европы 1958 года не очень удачно — допустили ошибки, исполняя несложные элементы. На чемпионате Европы 1959 года допустили падение, судьи выставили в среднем оценки 5,0-5,1. На своей первой Олимпиаде 1960 года в Скво-Вэлли пара получила оценки с большим расхождением: от 4,6/4,5 канадского судьи до 5,2/5,2 от австрийского и швейцарского судей.
В 1960-е годы пара значительно выросла как в техническом, так и в художественном плане. Впервые ими был исполнен тодес вперёд на внутреннем ребре, т. н. «космическая спираль». Первый успех пришёл в 1962 году: фигуристы наконец впервые выиграли чемпионат СССР (с восьмой попытки!) и заняли 2-е места на чемпионате Европы и чемпионате мира, где пара уступила канадской паре О. и М. Елинек (Jelinek) одним судейским голосом и лишь одну десятую балла. В 1963 году пара поставила произвольную программу на джазовую музыку, получая средние оценки уже на уровне 5,7-5,8. На чемпионате Европы 1964 года в обязательной программе пара получила более высокие оценки, чем М. Килиус — Х.-Ю. Боймлер (ФРГ), но по большинству мест уступили им, в произвольной программе пара из ФРГ также обошла советскую пару и выиграла. На Олимпиаде 1964 года в Инсбруке неожиданно с преимуществом в один судейский голос обыграли Килиус и Боймлера, благодаря высокому уровню согласованности, синхронности и гармоничности катания, были исполнены красивые спирали, комбинация прыжков шпагат и аксель в полтора оборота, двойной сальхов, несколько поддержек, включая зубцовое лассо в два оборота. Почти все судьи выставили оценки 5,8-5,9.
Шедеврами стали их программы 1965—1968 годов, в которых вдохновенно, с тонким психологизмом раскрыт образ влюблённых, достигнута практически абсолютная синхронность всех движений, удивительная красота и плавность линий. Л. Белоусова — О. Протопопов повели мировое парное катание по пути художественного обогащения программ. В 1966 году острейшую конкуренцию им составила новая пара Т. Жук — А. Горелик, проигравшая им на чемпионате мира лишь одним судейским голосом. На своей третьей Олимпиаде 1968 года в Гренобле пара выиграла обе программы. В оценённой журналистами, как триумфальной, произвольной программе на музыку С. В. Рахманинова и Бетховена чисто были исполнены: комбинация двойной риттбергер — шаги — аксель в полтора оборота, двойной сальхов, 7 разнообразных поддержек, включая зубцовое лассо и лассо-аксель, а также огромная по длине спираль в позе либела, длившаяся 15 секунд. Лишь первый стартовый номер в сильнейшей разминке не позволил судьям выставить оценки 6,0, при этом шесть судей поставили 5,9/5,9, двое 5,8/5,9, а оценка судьи из ГДР 5,8/5,8 была освистана зрителями. На чемпионате мира 1968 года почти все судьи выставили оценки 5,8/5,9, а судьи из ФРГ и ГДР оба дали 5,7/6,0.
Однако затем пара стала проигрывать более молодым советским парам, чрезвычайно усложнившим программу. На чемпионате мира 1969 года спортсмены допустили несколько ошибок и заняли третье место. В 1970 году на чемпионате СССР лидировали после исполнения обязательной программы, однако по сумме двух видов остались лишь четвёртыми и не попали в сборную страны (впоследствии заявили о судейском сговоре). На чемпионате СССР 1971 года пара лишь шестая, а в апреле 1972 — третья, но в отсутствие сильнейших пар, после чего спортсмены покинули любительский спорт.
Уйдя из большого спорта, спортсмены не расстались с фигурным катанием, работали в Ленинградском балете на льду. 
 24 сентября 1979 года Л. Белоусова и О. Протопопов, находясь вместе с Ленинградским балетом на льду на гастролях в Швейцарии, попросили у руководства этой страны политического убежища и отказались возвращаться в СССР. Спортсменов лишили званий заслуженных мастеров спорта, их имена вычеркнули из всех советских справочников, рассказывающих об Олимпийских достижениях СССР, а самих спортсменов в открытую называли предателями. Л. Белоусова и О. Протопопов свой шаг объяснили тем, что в родной стране паре не давали развиваться дальше, они же не хотели бросать спорт и верили, что за границей их талант будут ценить больше. В 1995 году получили швейцарское гражданство, после чего смогли выступить на открытии чемпионата Европы в Софии (1995).
25 февраля 2003 года, впервые за 20 с лишним лет, пара прилетела в Россию по приглашению Вячеслава Фетисова. В ноябре 2005 года посетили Россию по приглашению Федерации фигурного катания Санкт-Петербурга. Присутствовали на Олимпиаде 2014 в Сочи, неоднократно давали интервью.
В сентябре 2015 года 79-летняя Белоусова и 83-летний Протопопов выступили на льду в США на «Вечере с чемпионами».
Протопопов негативно оценивал новую систему судейства, указывая, что она не оставляет места для творчества.
Скончался во сне 31 октября 2023 года на 92-м году жизни в Интерлакене (Швейцария). Тело было кремировано в Гриндельвальде. Прах хранился в префектуре города.
18 августа 2024 года стало известно, что прах О. Протопопова и Л. Белоусовой перевезут на родину в Санкт-Петербург и захоронят на Волковском кладбище. 11 сентября 2024 года урны с прахом О. Протопопова и его жены Л. Белоусовой были захоронены на Литераторских мостках Волковского кладбища Санкт-Петербурга.

## Награды
- 2 ордена Трудового Красного Знамени (30.03.1965; 1968)
- приз Жака Фавара Международного союза конькобежцев

## Спортивные достижения
| Соревнование/Сезон | 1952-53 | 1953-54 | 1954-55 | 1955-56 | 1956-57 | 1957-58 | 1958-59 | 1959-60 | 1960-61 | 1961-62 | 1962-63 | 1963-64 | 1964-65 | 1965-66 | 1966-67 | 1967-68 | 1968-69 | 1969-70 | 1970-71 | 1971-72 |
| ------------------ | ------- | ------- | ------- | ------- | ------- | ------- | ------- | ------- | ------- | ------- | ------- | ------- | ------- | ------- | ------- | ------- | ------- | ------- | ------- | ------- |
| Олимпийские игры   |         |         |         |         |         |         |         | 9       |         |         |         | 1       |         |         |         | 1       |         |         |         |         |
| Чемпионаты мира    |         |         |         |         |         | 13      |         | 8       |         | 2       | 2       | 2       | 1       | 1       | 1       | 1       | 3       |         |         |         |
| Чемпионаты Европы  |         |         |         |         |         | 10      | 7       | 4       |         | 2       | 2       | 2       | 1       | 1       | 1       | 1       | 2       |         |         |         |
| Чемпионаты СССР    | 3       | 3       | 3       | 4       | 2       | 2       | 2       | ?       | 2       | 1       | 1       | 1       | -       | 1       | 1       | 1       | 2       | 4       | 6       | 3       |